# HMS Zealous (1864)
Pour les autres navires du même nom, voir HMS Zealous.
Le HMS Zealous était l'un des trois navires (les autres étant le HMS Royal Alfred (1864) et le HMS Repulse (1868)) formant le deuxième groupe de cuirassés à vapeur en bois sélectionnés en 1860 pour être convertis en cuirassés. Cela a été fait en réponse à la menace perçue pour la Grande-Bretagne offerte par le grand programme français de construction à toute épreuve. 
Le navire a été commandé sur la côte ouest du Canada après avoir été achevé pour représenter les intérêts britanniques dans l'océan Pacifique oriental. Zealous est devenu le navire amiral de la Pacific Station pendant six ans jusqu'à ce qu'elle soit relevée en 1872. Il a été réaménagé à son arrivée et est ensuite devenu le navire de garde à Southampton jusqu'à ce qu'il soit payé en 1875. Le navire était en réserve jusqu'à ce qu'il soit vendu à la ferraille en 1886.

## Conception et description
Le HMS Zealous a reçu une étrave droite et une poupe arrondie, mais sa coque n'a pas été modifiée par ailleurs par rapport à sa forme d'origine ; il avait été constaté que l'allongement de la coque, comme cela se faisait dans l'ancienne classe Prince Consort, entraînait une faiblesse longitudinale. Sa conversion en cuirassé de batterie centrale a donc coûté moins cher que celle de n'importe lequel de ses contemporains, bien que cela ait été compensé par une batterie plus courte et donc une bordée moins efficace. Il portait également moins d'armure que la classe précédente et était presque un nœud plus lent ; cependant, comme il a été construit pour servir dans des eaux lointaines et qu'on ne s'attendait pas à ce qu'il affronte des navires adverses d'une force significative, ces lacunes ont été jugées acceptables. 
Zealous mesurait 252 pieds (76,8 m) de longueur entre perpendiculaires et avait un maître-bau de 58 pieds 7 pouces (17,9 m). Le navire avait un tirant d'eau de 25 pieds (7,6 m) à l'avant et de 25 pieds 9 pouces (7,8 m) à l'arrière. Il a déplacé 6.096 tonnes longues (6 194 t).

## Propulsion
Zealous avait une simple machine à vapeur horizontale à bielle à retour horizontal à 2 cylindres entraînant une seule hélice à quatre pales de 19 pieds 1 pouce (5,8 m). La vapeur était fournie par huit chaudières rectangulaires à une pression de travail de 22  psi (152  kPa ; 2  kgf/cm²). Le moteur a produit 3.623 chevaux (2.702 kW) lors des essais en mer du navire en novembre 1866, ce qui a donné au navire une vitesse maximale de 11,7 nœuds (21,7 km/h ; 13,5 mph). Zealous transportait un maximum de 660 tonnes longues (670 t) de charbon. Il était gréé en trois-mâts carré et avait une surface de voilure de 2,710 m2. Sa meilleure vitesse avec l'hélice déconnectée et sous voile seule était de 10,5 nœuds (19,4 km/h ; 12,1 mph).

## Armement

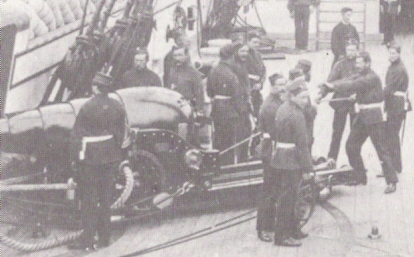
RML 7 inch

Tous les canons de 9 pouces (229 mm) et 8 pouces (203 mm) disponibles avaient déjà été réservés à d'autres navires plus puissants. Zealous a donc reçu un armement de canons de 7 pouces (178 mm), jugés suffisants pour son activité de service attendue, et qu'il a, en effet, conservés pendant toute sa carrière active. Il fut le seul cuirassé à avoir jamais eu un armement uniforme de ce calibre, et lui et le HMS Repulse (1868), étaient les seuls cuirassés victoriens à conserver leur armement d'origine inchangé tout au long de leur carrière active.
Zealous était armé de vingt canons rayés à chargement par la bouche de 7 pouces. Quatre de ces canons étaient montés sur le pont supérieur comme pièce de chasse, deux à l'avant et à l'arrière. Le canon de 7 pouces de calibre 16 pesait 6,5 tonnes et a tiré un obus de 112 livres (50,8 kg). Il a été crédité de la capacité nominale de pénétrer une armure de 7,7 pouces (196 mm).

## Blindage
Zealous avait une ceinture blindée de ligne de flottaison complète en fer forgé de 4,5 pouces (114 mm) d'épaisseur au milieu du navire et effilée à 2,5 pouces (64 mm) d'épaisseur à la proue et à la poupe. À partir du niveau du pont principal, ile atteint 6 pieds (1,8 m) sous la ligne de flottaison. Les canons du pont principal au milieu du navire étaient protégés par une section de blindage de 4,5 pouces, de 103 pieds (31,4 m) de long, avec des cloisons transversales de 4,5 pouces à chaque extrémité, ce qui laissait les canons de poursuite sans protection. L'armure était soutenue par les côtés du navire qui se composait de 30,5 pouces (770 mm) de teck. Le poids total de son armure était de 790 tonnes longues (800 t).

## Historique
Le HMS Zealous a été établi le 26 octobre 1859 en tant que navire de ligne en bois à deux ponts et 90 canons par Pembroke Royal Dockyard, mais sa construction a été suspendue en attendant l'expérience de la conversion de ses demi-sœurs de la classe Prince Consort en cuirassé à bordée. L'Amirauté ordonna le 2 juillet 1862 qu'il soit raccourci d'un pont et converti en frégate blindée. Le navire a été lancé le 7 mars 1864 et mis en service en septembre 1866, mais n'a été achevé que le 4 octobre 1866. 

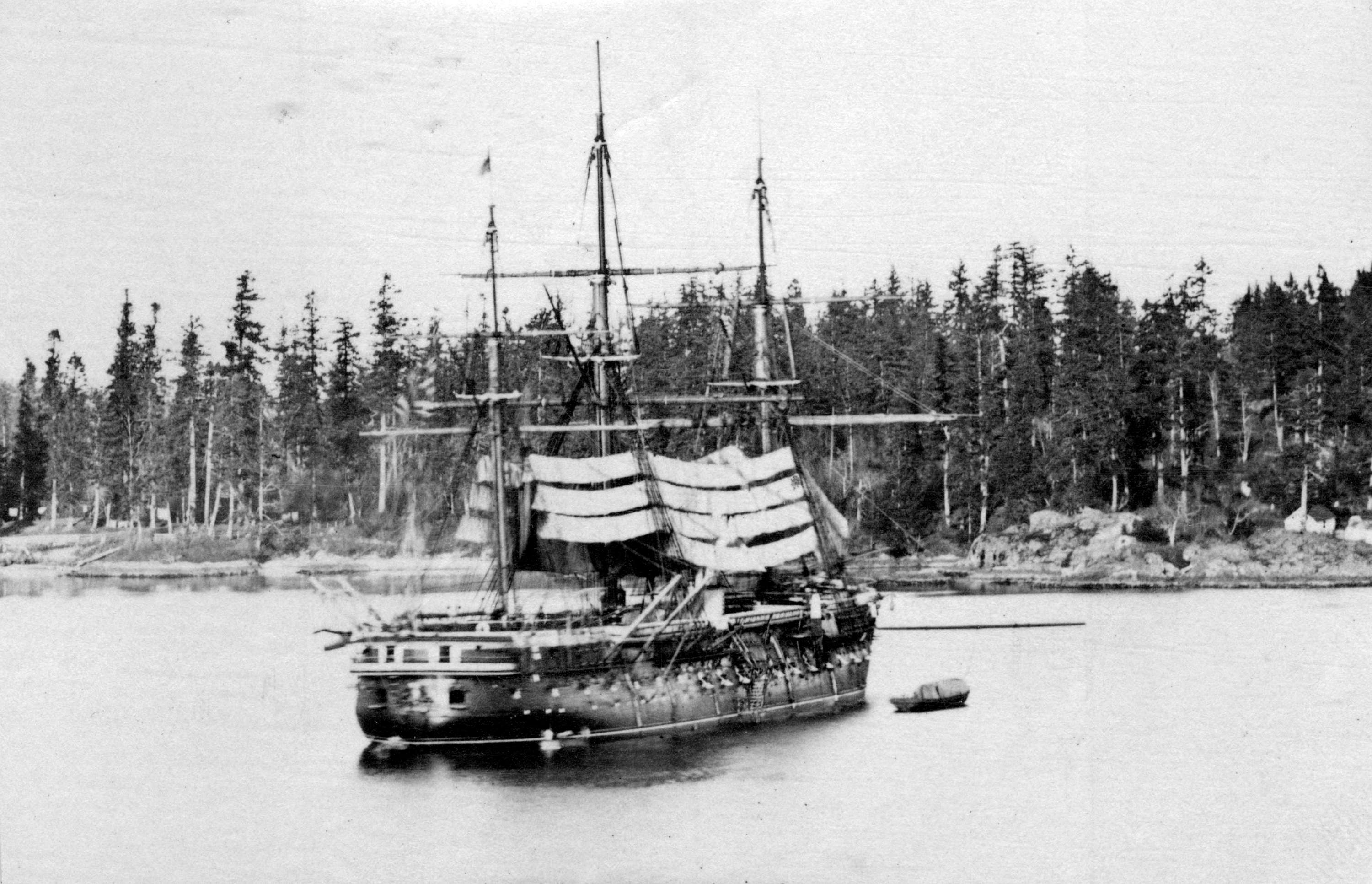
Zealous en station à Esquimalt

Afin d'égaler le déploiement français de corvettes blindées des classes Belliqueuse et Alma dans l'océan Pacifique, l'Amirauté ordonna au Zealous de naviguer vers la côte ouest du Canada peu de temps après son achèvement. À son arrivée, le navire devint le navire amiral et atteignit sa base opérationnelle à Esquimalt en juillet 1867 (Esquimalt était le quartier général de la Pacific Station); il y resta amarré, au bout d'une liaison télégraphique avec la Grande-Bretagne, jusqu'en avril 1869. Pendant ce temps, son seul service en mer consista à s'entraîner au tir deux jours par trimestre. En janvier 1870, il prit un nouvel équipage à Panama amené par le HMS (à deux ponts) Vengeance. Après six ans à la station, il a été relevé par le HMS Revenge en tant que navire amiral et il est reparti pour la Grande-Bretagne. Son fond n'avait pas été nettoyé depuis qu'il avait quitté la Grande-Bretagne et il ne pouvait faire qu'un maximum de 7 nœuds (13 km/h; 8,1 mph) sous voile ou à vapeur, son voyage de retour a donc duré cinq mois. Zealous a heurté un rocher alors qu'il naviguait dans le English Narrows (en) sur la côte sud-ouest du Chili, mais n'a été que légèrement endommagé. Il est réaménagé à Plymouth en avril 1873 puis devient navire de garde à Southampton jusqu'en 1875, date à laquelle il est désarmé. Le navire a été placé en réserve à Portsmouth jusqu'à ce qu'il soit vendu à la ferraille en septembre 1886. 
Comme le charbon était extrêmement cher sur la côte ouest des Amériques, le HMS Zealous utilisait généralement ses voiles et parcourait plus de milles à la voile que n'importe lequel des autres cuirassés à voile victoriens, et dans toute sa carrière, il n'a jamais voyagé une seule fois en compagnie d'un autre cuirassé. Il a également été le premier cuirassé britannique à naviguer plus loin de la Grande-Bretagne que la Méditerranée.